# Leurus nostrus
Leurus nostrus là một loài tò vò trong họ Ichneumonidae.